# Cantons de la Vendée
Els cantons de la Vendée (País del Loira) són 31 i s'agrupen en tres districtes:
- Districte de Fontenay-le-Comte (9 cantons - subprefectura: Fontenay-le-Comte) :
cantó de Chaillé-les-Marais - cantó de La Châtaigneraie - cantó de Fontenay-le-Comte - cantó de L'Hermenault - cantó de Luçon - cantó de Maillezais - cantó de Pouzauges - cantó de Sainte-Hermine - cantó de Saint-Hilaire-des-Loges
- Districte de La Roche-sur-Yon (11 cantons - prefectura: La Roche-sur-Yon) :
cantó de Chantonnay - cantó de Les Essarts - cantó de Les Herbiers - cantó de Mareuil-sur-Lay-Dissais - cantó de Montaigu - cantó de Mortagne-sur-Sèvre - cantó de Le Poiré-sur-Vie - cantó de La Roche-sur-Yon-Nord - cantó de La Roche-sur-Yon-Sud - cantó de Rocheservière - cantó de Saint-Fulgent
- Districte de Les Sables-d'Olonne (11 cantons - subprefectura: Les Sables-d'Olonne) :
cantó de Beauvoir-sur-Mer - cantó de Challans - cantó de L'Île-d'Yeu - cantó de La Mothe-Achard - cantó de Moutiers-les-Mauxfaits - cantó de Noirmoutier-en-l'Île - cantó de Palluau - cantó de Les Sables-d'Olonne - cantó de Saint-Gilles-Croix-de-Vie - cantó de Saint-Jean-de-Monts - cantó de Talmont-Saint-Hilaire